# روث هيرتز ويبر
روث هيرتز ويبر (بالإنجليزية: Ruth Hertz Weber)‏ هي عازفة بيانو وملحنة أمريكية، ولدت في 1959.